# Trest smrti ve Francii

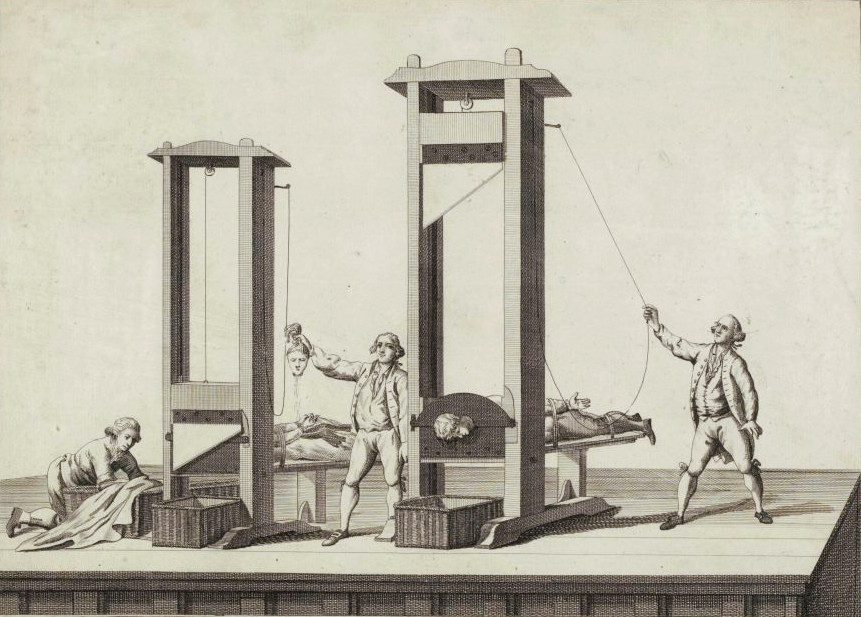
Poprava gilotinou během velké francouzské revoluce

Trest smrti ve Francii je zakázán článkem 66-1 Ústavy Francouzské republiky, který byl odhlasován jako ústavní dodatek Kongresem Francouzského parlamentu dne 19. února 2007. Trest smrti byl ve Francii prohlášen za nezákonný již 9. října 1981, kdy prezident François Mitterrand podepsal zákon, který soudnímu systému zakazuje užívání trestu smrti. Tento zákon také změnil šesti lidem čekajícím v cele smrti jejich trest na odnětí svobody na doživotí. Poslední člověk ve Francii byl sťat gilotinou, která byla hlavní popravčí metodou využívanou v zemi od dob Francouzské revoluce. Jako poslední byl popraven tuniský občan Hamida Djandoubi, který byl odsouzen za mučení a vraždu na francouzské půdě. Popraven byl v Marseille v září 1977.
Mezi hlavní francouzské odpůrce trestu smrti patřil filozofové Voltaire a Nicolas de Condorcet, básník a prozaik Victor Hugo, politici Léon Gambetta, Jean Jaurès a Aristide Briand a spisovatelé Alphonse de Lamartine, Gaston Leroux a Albert Camus.

## Historie

### Ancien régime

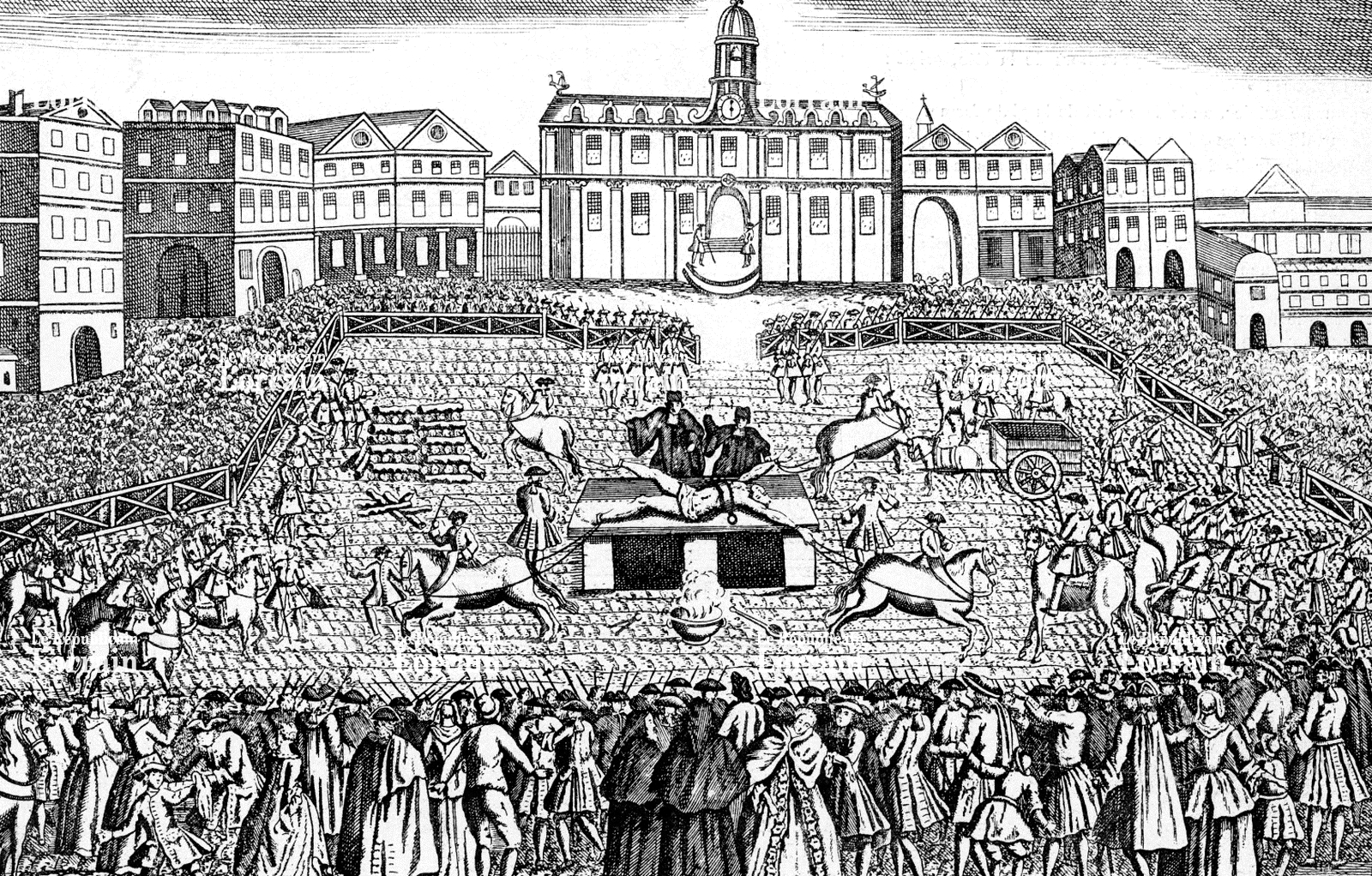
Poprava rozčtvrcením Roberta-Françoisa Damiense za pokus o vraždu krále Ludvíka XV.

Před rokem 1791 během společenského a politického uspořádání ve Francii zvaném jako ancien régime, existovaly ve Francii různé způsoby trestu smrti v závislosti na spáchaném hrdelním zločinu a na společenském postavení odsouzence. Nejčastějším trestem bylo oběšení. Stětí mečem bylo vyhrazeno pouze pro šlechtice. Za žhářství, sodomii, herezi, bestialitu a čarodějnictví byli odsouzenci upalováni na hranici. Popravovaní byli někdy před upálením uškrceni. Za vraždu a zbojnictví byli pachatelé lámáni kolem. V závislosti na krutosti zločinu mohl být odsouzenec uškrcen před zlomením končetin nebo až poté. Za padělatelství byli odsouzenci popravováni uvařením. Za vlastizradu či vraždu krále byli odsouzenci rozčtvrceni.
Dne 6. července 1750 proběhla na náměstí Place de Grève poslední známá poprava za sodomii vykonaná ve Francii. Tehdy byli nejdříve uškrceni a poté upáleni na hranici Jean Diot a Bruno Lenoir. V roce 1750 byla ve Vanves vykonána poslední známá poprava na území Francie za bestialitu. Tehdy byl popraven za Jacques Ferron za kopulaci s oslicí. Běžnou praxí bylo, že s pachatelem bylo za bestialitu k smrti odsouzeno i zvíře. V tomto případě však soud dospěl k rozhodnutí, že oslice byla v případě obětí a usmrcena nebyla.

### Zavedení popravy stětím gilotinou

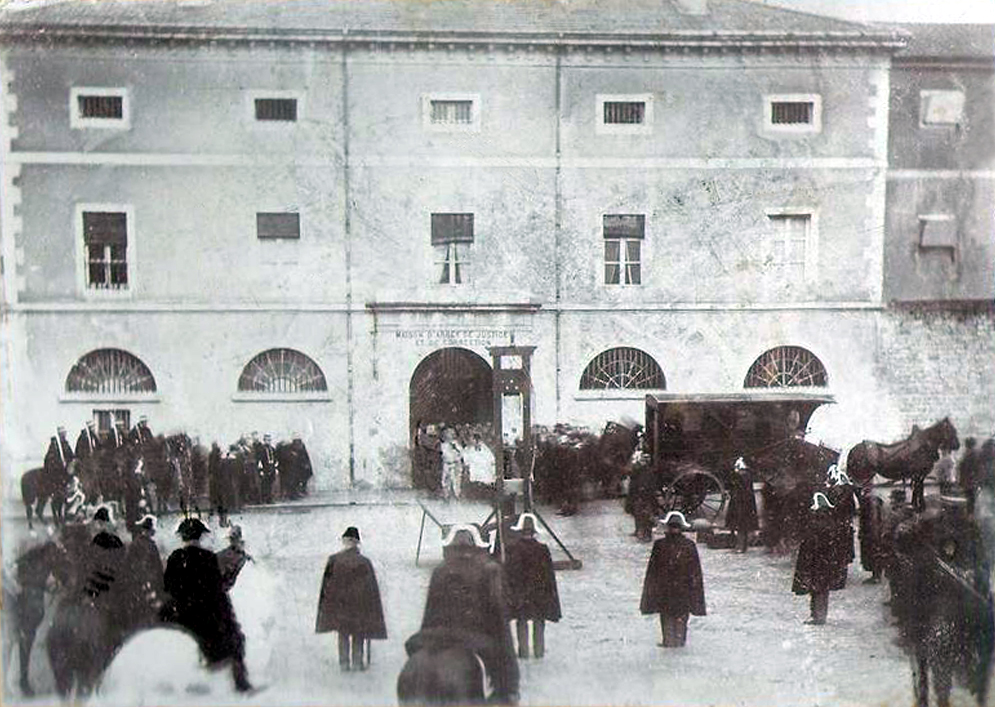
Poprava stětím gilotinou v Lons-le-Saunier, 1897

První kampaň za zrušení trestu smrti začala ve Francii 30. května 1791, ale 6. října 1791 odmítlo Národní shromáždění schválit zákon o zrušení trestu smrti. Bylo však zrušeno mučení a také byl zaveden jediný způsob popravy. Od té doby měli být všem odsouzencům setnuty hlavy (Tout condamné à mort aura la tête tranchée).
V roce 1789 navrhl lékař Joseph-Ignace Guillotin, aby byly všechny popravy prováděny jednoduchým a bezbolestným mechanismem. To vedlo k vývoji gilotiny. Dříve bylo stětí hlavy vyhrazeno výhradně šlechticům a prováděno bylo ručně sekerou či mečem. Poddaní bývali obvykle oběšeni nebo popraveni brutálnějšími metodami. Přijetí gilotiny pro zločince bez ohledu na jejich společenské postavení tak nejen zefektivnilo popravy, ale také zmírnilo bolest, kterou při popravě odsouzenci zakoušeli. Také zcela odstranilo třídní rozdíly při výkonu trestu smrti. Trest smrti tak byl považován za humánnější a rovnostářský.
Jako první byl ve Francii gilotinou sťat Nicolas Jacques Pelletier dne 25. dubna 1792. Používání gilotiny se poté rozšířilo do dalších zemí (například do Německa, Itálie či Švédska, kde však byla použita pouze jedenkrát). Používána byla i ve francouzských koloniích v Africe, ve Francouzské Guyaně a ve Francouzské Indočíně. I přes používání gilotiny i v jiných zemí, nejvíce lidí jí bylo popraveno ve Francii.

### Trestní zákoník z roku 1791
Dne 6. října 1791 byl přijat trestní zákoník, který ve Francouzském království zrušil trest smrti za sodomii, rouhačství, kacířství, svatokrádež, bestialitu a čarodějnictví.

### Historie od roku 1939

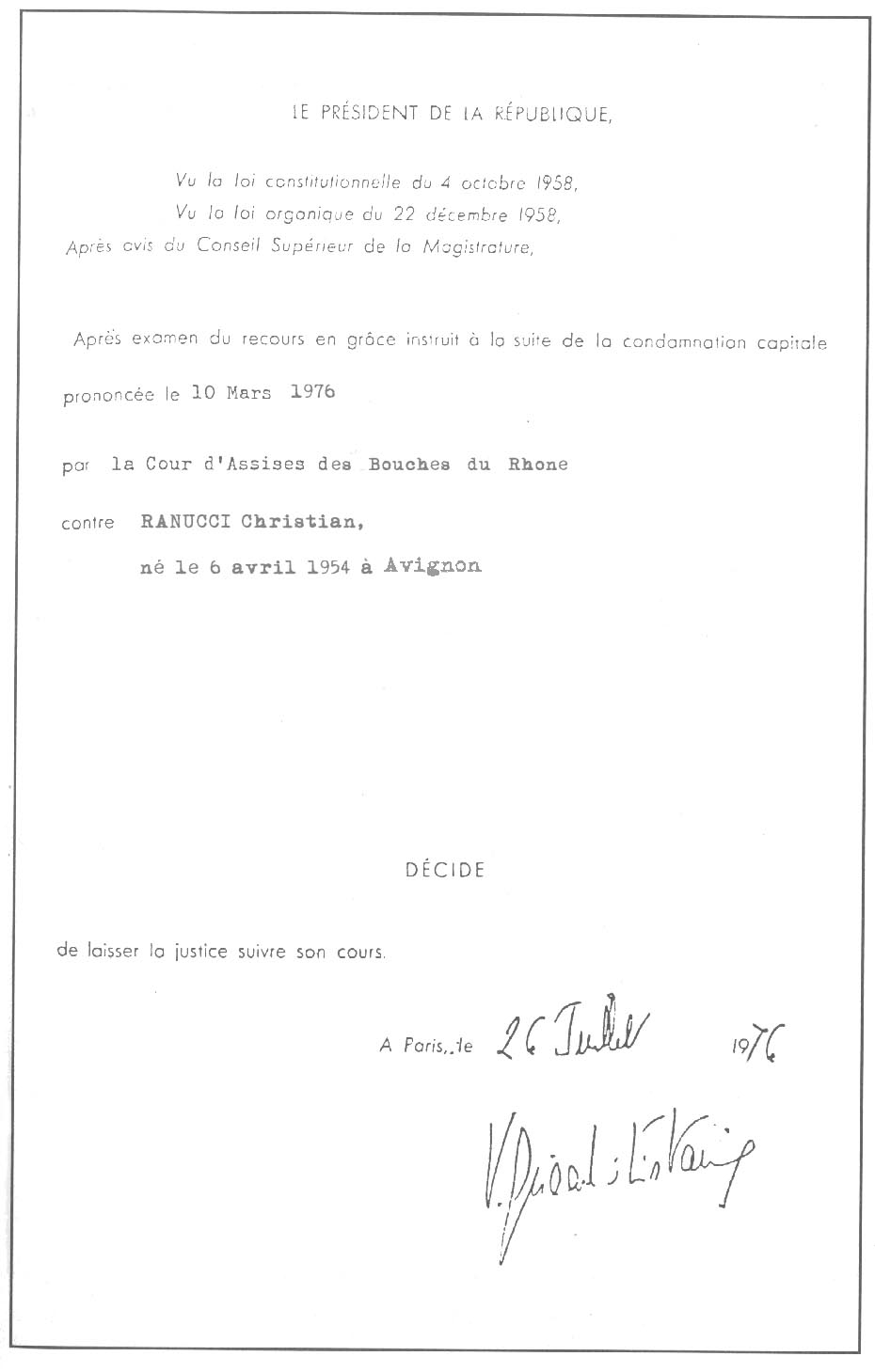
Rozkaz k popravě Christiana Ranucciho, podepsaný 26. července 1976

Až do roku 1939 byly ve Francii běžnou normou veřejné popravy. Od poloviny 19. století se obvyklá doba konání poprav přesunula z přibližně třetí hodiny odpolednní do ranních hodin a později se popravy konaly za svítání. Popravy byly prováděny na velkých centrálních veřejných prostranstvích, jako tržiště, ale postupně se přesouvaly k místním věznicím. Na počátku 20. století byla gilotina postavena těstě před branami věznice. Jako poslední byl veřejně sťat gilotinou šestinásobný vrah Eugen Weidmann, který byl popraven 17. června 1939 před věznicí St-Pierre ve Versailles. Fotografie z popravy se objevily v tisku a zřejmě tato podívaná vedla vládu k zastavení veřejných poprav a nadále byli odsouzenci popravováni na nádvořích věznic, například ve věznici La Santé v Paříži. Jako první byl neveřejně popraven Jean Dehaene za vraždu své odloučené manželky a svého tchána. Sťat gilotinou byl v Saint-Brieuc 19. července 1939.
Až do roku 1981 francouzský trestní zákoník uváděl, že každá osoba odsouzená k trestu smrti bude sťata. Existovala výjimka pro zločiny proti bezpečnosti státu, za které byli odsouzenci zastřeleni popravčí četou. Podle tohoto zákoníku mohla také rodina popraveného získat v případě zájmu jeho tělo, které mohla nechat pohřbít pouze bez obřadu. Mezi zločiny, za které mohl být udělen trest smrti, patřily velezrada, pirátství, špionáž, úkladná vražda, únos spojený s mučením, těžké zločiny s použitím mučení, umístění bomby na ulici, žhářství obytného domu a ozbrojená loupež. Navíc ve vojenském právu mohl být trest smrti udělen za vzpouru nebo dezerci i za pokus či spolupachatelství při spáchání hrdelního zločinu.
Právo zmírňovat rozsudky smrti náleželo výhradně úřadujícímu prezidentu Francie. V dřívějších dobách patřilo výhradně francouzskému panovníkovi. Prezident Charles de Gaulle přes svou podporu trestu smrti během výkonu funkce prezidenta zmírnil devatenáct rozsudků smrti. Během jeho funkčního období bylo popraveno 24 lidí gilotinou a čtyři lidé byli zastřeleni za zločiny proti bezpečnosti státu. Posledním zastřeleným odsouzencem ve Francii byl podplukovník Jean-Marie Bastien-Thiry, člen Organizace tajné armády, za pokus o atentát na Charlese de Gaulla v roce 1962.
Během doby, kdy dvakrát post prezidenta republiky dočasně zastával Alain Poher, nebyla vykonána žádná poprava. Prezident Georges Pompidou, který byl proti trestu smrti zmírnil během svého funkčního období všechny tresty smrti s výjimkou tří. Stejně učinil i prezident Valéry Giscard d'Estaing, který také zastával k trestu smrti odmítavý postoj. Byl také posledním prezidentem, za kterého byli lidé ve Francii popravováni.
Parlament měl pravomoc udílet amnestii na vynesené rozsudky smrti. Všeobecná amnestie byla vyhlášena v roce 1959 po inauguraci Charlese de Gaulla a všechny nejvyšší tresty byly zmírněny.

#### Seznam poprav v letech 1959 až 1977 na území Francie
Seznam osob popravených na území Francie od roku 1959 do roku 1977:
| Jméno popravené osoby    | Datum popravy      | Místo popravy  | Zločin                                                     | Metoda popravy      | Za prezidentství         |
| ------------------------ | ------------------ | -------------- | ---------------------------------------------------------- | ------------------- | ------------------------ |
| Jean Dupont              | 14. dubna 1959     | Paříž          | úkladná vražda dítěte                                      | gilotina            | Charles de Gaulle        |
| Abcha Ahmed              | 30. července 1959  | Mety           | úkladná vražda                                             | gilotina            | Charles de Gaulle        |
| Mohamed Benzouzou        | 26. září 1959      | Lyon           | úkladná vražda                                             | gilotina            | Charles de Gaulle        |
| Mouloud Aït Rabah        | 23. února 1960     | Lyon           | úkladná vražda                                             | gilotina            | Charles de Gaulle        |
| Ahmed Cherchari          | 23. února 1960     | Lyon           | úkladná vražda                                             | gilotina            | Charles de Gaulle        |
| Abdallah Kabouche        | 17. března 1960    | Lyon           | úkladná vražda                                             | gilotina            | Charles de Gaulle        |
| Mohamed Feghoul          | 5. dubna 1960      | Lyon           | atentát                                                    | gilotina            | Charles de Gaulle        |
| Menaï Brahimi            | 5. dubna 1960      | Lyon           | spolupachatelství v úkladné vraždě                         | gilotina            | Charles de Gaulle        |
| René Pons                | 21. června 1960    | Bordeaux       | vražda matky                                               | gilotina            | Charles de Gaulle        |
| Boukhemis Taffer         | 9. července 1960   | Lyon           | teroristický útok                                          | gilotina            | Charles de Gaulle        |
| Georges Rapin            | 26. července 1960  | Paříž          | úkladná vražda                                             | gilotina            | Charles de Gaulle        |
| Abderrahmane Lakhlifi    | 30. července 1960  | Lyon           | spolupachatelství při pokusu o atentát                     | gilotina            | Charles de Gaulle        |
| Miloud Bougandoura       | 5. srpna 1960      | Lyon           | vícenásobná vražda                                         | gilotina            | Charles de Gaulle        |
| Abdelkader Makhlouf      | 5. srpna 1960      | Lyon           | vícenásobná vražda                                         | gilotina            | Charles de Gaulle        |
| Salah Dehil              | 31. ledna 1961     | Lyon           | teroristický útok                                          | gilotina            | Charles de Gaulle        |
| Louis Jalbaud            | 7. prosince 1961   | Marseille      | vícenásobná vražda před loupeží                            | gilotina            | Charles de Gaulle        |
| Albert Dovecar           | 7. června 1962     | Marly-le-Roi   | atentát na Rogera Gavouryho                                | poprava zastřelením | Charles de Gaulle        |
| Claude Piegts            | 7. června 1962     | Marly-le-Roi   | atentát na Rogera Gavouryho                                | poprava zastřelením | Charles de Gaulle        |
| Roger Degueldre          | 6. července 1962   | Ivry-sur-Seine | vlastizrada a vícenásobná vražda                           | poprava zastřelením | Charles de Gaulle        |
| Jean-Marie Bastien-Thiry | 11. března 1963    | Ivry-sur-Seine | pokus o atentát na Charlese de Gaulla                      | poprava zastřelením | Charles de Gaulle        |
| Stanislas Juhant         | 17. března 1964    | Paříž          | vražda při loupeži                                         | gilotina            | Charles de Gaulle        |
| Raymond Anama            | 17. června 1964    | Fort-de-France | úkladná vražda                                             | gilotina            | Charles de Gaulle        |
| Robert Actis             | 27. června 1964    | Lyon           | vražda před loupeží                                        | gilotina            | Charles de Gaulle        |
| Mazouz Ghaouti           | 27. června 1964    | Lyon           |                                                            | gilotina            | Charles de Gaulle        |
| Lambert Gau              | 22. června 1965    | Fort-de-France | úkladná vražda                                             | gilotina            | Charles de Gaulle        |
| Saïb Hachani             | 22. března 1966    | Lyon           | vícenásobná úkladná vražda                                 | gilotina            | Charles de Gaulle        |
| Günther Volz             | 16. března 1967    | Mety           | vražda dítěte po jeho znásilnění                           | gilotina            | Charles de Gaulle        |
| Jean-Laurent Olivier     | 11. března 1969    | Amiens         | vícenásobné vraždy dětí po jejich znásilnění               | gilotina            | Charles de Gaulle        |
| Roger Bontems            | 28. listopadu 1972 | Paříž          | spolupachatelství na vraždě a vzetí rukojmí                | gilotina            | Georges Pompidou         |
| Claude Buffet            | 28. listopadu 1972 | Paříž          | vražda vězeňské ostrahy a zdravotní sestry a vzetí rukojmí | gilotina            | Georges Pompidou         |
| Ali Ben Yanes            | 12. května 1973    | Marseille      | vražda dítěte a pokus o vraždu                             | gilotina            | Georges Pompidou         |
| Christian Ranucci        | 28. července 1976  | Marseille      | vražda dítěte po jeho únosu                                | gilotina            | Valéry Giscard d'Estaing |
| Jérôme Carrein           | 23. června 1977    | Douai          | vražda dítěte po jeho únosu a pokus o znásilnění           | gilotina            | Valéry Giscard d'Estaing |
| Hamida Djandoubi         | 10. září 1977      | Marseille      | vražda s mučením po znásilnění a kuplířství                | gilotina            | Valéry Giscard d'Estaing |

## Zrušení trestu smrti
První oficiální debata o trestu smrti ve Francii započala dne 30. května 1791 předložením návrhu zákona o jeho zrušení. Francouzský advokát a představitel Velké francouzské revoluce a poslanec Národního shromáždění Maximilien Robespierre tento návrh zákona podpořil. Ústavodárné národní shromáždění však 6. října 1791 odmítlo trest smrti zrušit. Následně v době tzv. jakobínského teroru byly sťaty gilotinou desetitisíce lidí z různých společenských vrstev. Dne 26. října 1795 Národní konvent zrušil trest smrti. S nástupem Napoleona Bonaparta k moci byl trest smrti 12. února 1810 obnoven.
Prezident Armand Fallières byl proti trestu smrti a během prvních tří let svého funkčního období (1906–1913) systematicky omilostnil všechny odsouzence k trestu smrti. V roce 1906 hlasoval rozpočtový výbor Poslanecké sněmovny pro odebrání finančních prostředků na gilotiny s cílem zastavit výkon poprav. Dne 3. července 1908 francouzský politik Aristide Briand předložil poslancům návrh zákona z listopadu 1906 o zrušení trestu smrti. Tento návrh podpořil i Jean Jaurès. I tento návrh zákona byl 8. prosince 1908 zamítnut.
Za vlády pronacistického vichistického režimu odmítl maršál Philippe Pétain udělit milost pěti ženám, které byly odsouzeny k trestu smrti stětím gilotinou. Stalo se tak po více než padesáti letech, kdy byla ve Francii popravena žena. Samotný Pétain byl po válce odsouzen k trestu smrti, ale vzhledem k jeho vysokému věku, změnil generál Charles de Gaulle jeho trest na doživotní vězení. Zohlednil při tom i Pétainovy předchozí vojenské služby Francii během první světové války. Jiní představitelé vichistického režimu odsouzení po válce k trestu smrti, například Pierre Laval, byli zastřeleni popravčí četou. Za prezidenta Vincenta Auriola byly sťaty další tři ženy, a to jedna v Alžírsku a dvě ve Francii. Jako poslední žena byla ve Francii popravena Germaine Leloy-Godefroy v roce 1949.
Vrah dítěte Patrick Henry obhajovaný právníkem Robertem Badinterem 20. ledna 1977 jen těsně unikl odsouzení k trestu smrti a mnoho novin předpovídalo konec nejvyššího trestu ve Francii. Dne 10. září 1977 byla ve Francii vykonána poslední poprava. Dne 18. září 1981 navrhl nový ministr spravedlnosti R. Badinter v Národním shromáždění konečné zrušení trestu smrti. Ve stejný den jeho návrh podpořil i nově zvolený prezident François Mitterrand. Ještě tentýž rok návrh na zrušení trestu smrti schválilo Národní shromáždění. Zákon byl vyhlášen 9. října 1981 a všechny nevykonané tresty smrti byly změněny na doživotí.

## Politický názor na trest smrti v 21. století
I přesto, že je trest smrti ve Francii zrušen několik francouzských politiků, zejména bývalý vůdce krajně pravicového Národního sdružení Jean-Marie Le Pen, prosazuje jeho obnovení. Ovšem to by nebylo možné bez jednostranného vypovězení několika mezinárodních smluv. Nestalo by se to však poprvé, neboť Francie se již v roce 1966 zřekla svých závazků vyplývajících ze smlouvy NATO, ačkoliv se k paktu znovu připojila v roce 2009.
Dne 20. prosince 1985 Francie ratifikovala protokol č. 6 Úmluvy o ochraně lidských práv a základních svobod. Tento protokol brání zemi v obnovení trestu smrti s výjimkou válečného stavu.
Dne 21. června 2001 Jacques Chirac zaslal asociaci Ensemble dopis, ve kterém uvedl, že je proti trestu smrti. Podle jeho slov „je to boj, který musíme vést s odhodláním a přesvědčením, protože žádná spravedlnost není neomylná a každá poprava může zabít nevinného, protože nic nemůže legitimizovat popravu nezletilých nebo lidí trpících duševní poruchou, protože smrt nikdy nemůže představovat akt spravedlnosti“. Dne 3. května 2002 podepsala Francie spolu s dalšími třiceti zeměmi Protokol č. 13 Úmluvy o ochraně lidských práv a základních svobod. Ten zakazuje trest smrti za všech okolností, a to včetně válečného stavu. Protokol vstoupil v platnost 1. července 2003 poté, co jej ratifikovalo deset států. Přesto byl v roce 2004 Francouzskému národnímu shromáždění předložen návrh zákona, který navrhoval znovuzavedení trestu smrti za teroristické činy. Návrh nebyl přijat. Dne 3. ledna 2006 prezident Jacques Chirac oznámil revizi ústavy zaměřenou na ústavní zákaz trestu smrti.

## Veřejné mínění
Během 20. a 21. století se názor Francouzů na trest smrti výrazně změnil. V roce 1908 podle francouzského deníku La Petit Parisien podporovalo trest smrti 70 % dotázaných lidí. Podle průzkumu z roku 1960 podporovalo trest smrti 39 % Francouzů, zatímco 50 % jich bylo proti. V roce 1972 se pro zrušení trestu smrti vyslovilo 27 % dotázaných, pro jeho zachování bylo 63 % respondentů. V roce 1981 provedl francouzský deník Le Figaro průzkum den po hlasování o zrušení trestu smrti který ukázal, že 62 % Francouzů bylo pro jeho zachování. Podle průzkumu z roku 1998 souhlasilo s trestem smrti 44 % dotázaných, zatímco proti němu bylo 54 % z nich. Průzkum z roku 2006 ukázal, že 52 % Francouzů bylo proti trestu smrti a 41 % s ním souhlasilo. Podle průzkumu z roku 2020 podporovalo znovuzavedení trestu smrti 55 % Francouzů. Znovuzavedení trestu smrti podporovalo 85 % voličů Národního sdružení (RN) a 71 % voličů Les Républicains.